# خاتمة (موسيقى)

رمز الكودة

الخاتمة أو التذييل أو التقفيلة مرادفات لمصطلح «كودة» الإيطالي (coda) الذي يطلق على الذيل، ويطلقان على المقطع أو الفقرة التي تُختَم بها قطعة موسيقية، أي أنها تأتي عند نهاية هذه القطعة.
- أما في الكتابة الموسيقية، الكودة رمز موسيقي يوضع منه اثنين في جملة أو فقرة موسيقية للدلالة على أن عند إعادة الجملة أو الفقرة المحتوية على هذين الرمزين يجب تجاهل الحقول المتواجدة بين هذين الرمزين، حيث لا تُقرأ ولا تُعزف، أي أننا خلال الإعادة نقرأ أو نعزف فقط الحقول التي قبل الكودة الأولى ثم نقفز إلى أول حقل يلي الكودة الثانية.